# Processo alla città
Processo alla città è un film del 1952 diretto da Luigi Zampa, ispirato alla vicenda del processo Cuocolo alla camorra napoletana nel primo Novecento.

## Trama

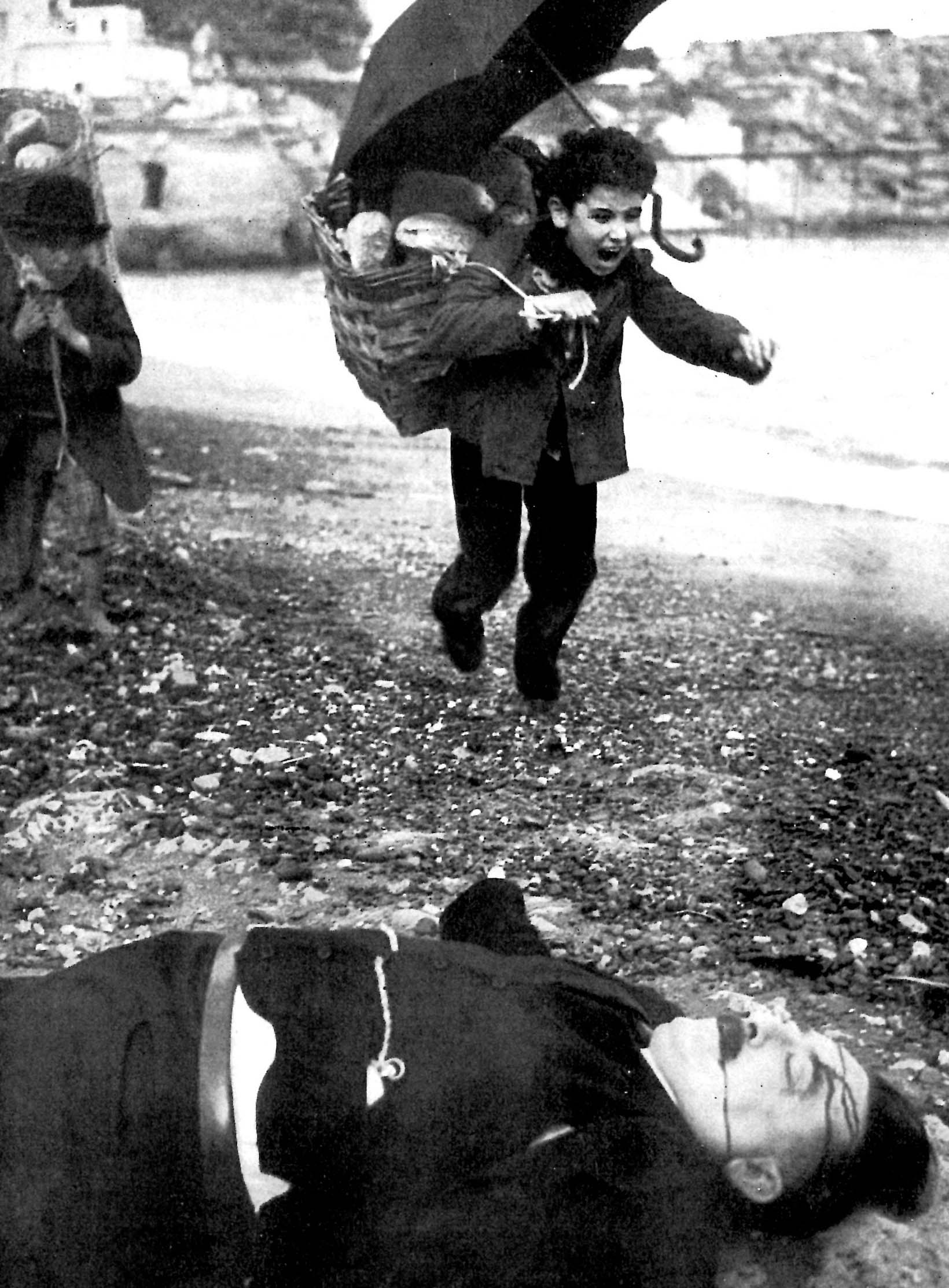
La scena iniziale del ritrovamento del corpo di Gennaro Ruotolo

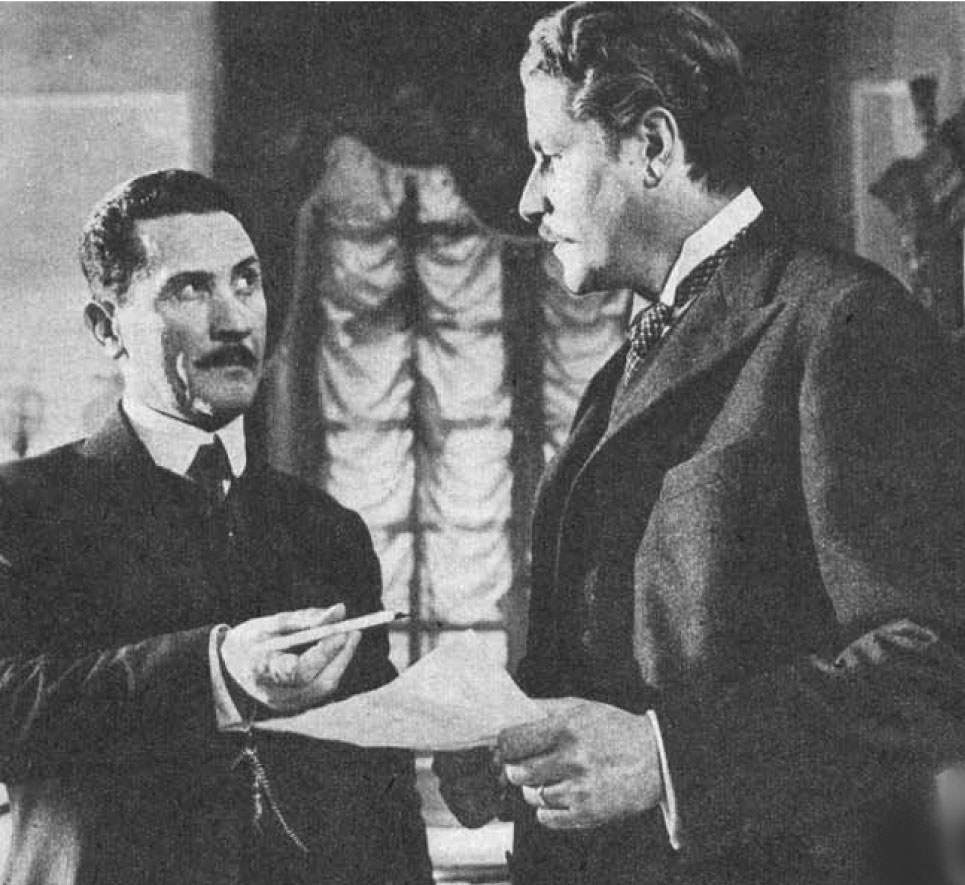
Paolo Stoppa e Amedeo Nazzari in una scena del film

Sulla spiaggia di Torre Annunziata viene ritrovato il cadavere di Gennaro Ruotolo e a casa quello della moglie, entrambi assassinati. Le indagini della Polizia, condotte dal delegato Perrone, si infrangono contro un muro di omertà. Il Giudice Antonio Spicacci pensa quindi a una archiviazione, ma questa conclusione non lo convince e trova nel Procuratore del Re un incoraggiamento a continuare l'inchiesta.
La vicenda arriva ad una svolta con l'arresto del ladruncolo Luigi Esposito, che si trovava nella località in cui è avvenuto il delitto di Ruotolo. Messo alle strette Esposito rivela dei particolari, sperando così di poter ottenere il visto per emigrare in America con la fidanzata Nunziatina. Si arriva alla scoperta di un bordello di lusso, che risulta essere di proprietà dei coniugi Ruotolo, nel quale lavora Liliana Ferrari, una prostituta amica di un camorrista.
Costei ammette di aver partecipato nel giorno dell'omicidio, a Pozzuoli, ad un pranzo che Spicacci e Perrone ricostruiscono: seppur tra mille reticenze. Si convincono che quella era una riunione di capi camorristi nella quale era stata decisa l'uccisione di Ruotolo, ritenuto un traditore per aver inviato alle autorità delle lettere anonime contro un suo concorrente.
L'inchiesta si allarga verso persone sempre più in vista della città, cosicché Spicacci si trova contro la “Napoli bene”, ed anche sua moglie si allontana. Emergono contrasti tra il giudice ed il delegato Perrone che, preferendo metodi più spicci, fa liberare un detenuto sospettato di essere l'autore del delitto, per usarlo come esca, ma costui viene eliminato da uno dei capi camorristi.
Per varie circostanze di tale delitto appare colpevole Luigi Esposito, che viene fermato mentre sta per salire sulla nave per l'America. Tentando di sottrarsi alla cattura, egli perde la vita. Questa morte ingiusta convince il giudice Spicacci, che prima aveva esitato, ad accusare tutti gli “insospettabili”, veri responsabili del delitto Ruotolo: sarà quel “processo alla città” che porterà alla sbarra un sistema di potere criminale con vaste complicità.

## Realizzazione del film

### Soggetto e sceneggiatura
Il soggetto del film fu elaborato su iniziativa di Francesco Rosi. Egli stesso ha raccontato: «Trovai su una bancarella due libri, introvabili, sul processo Cuocolo. Era un'idea che già circolava nel cinema (…) Per nessun intellettuale napoletano era un fatto sconosciuto. Su quel materiale cominciammo a scrivere, io e Giannini. [Il film] lo doveva fare Giannini, poi, non so perché, ho saputo che l'avrebbe fatto Zampa». «Mi diedero da leggere queste pagine – raccontò il regista - le approvai ed accettati di far il film». Alla sceneggiatura lavorò un nutrito gruppi di scrittori, tra cui Diego Fabbri che forniva alla "Film Costellazione", società produttrice d'ispirazione cattolica, «le garanzie ideologiche offerte dalla sua presenza». Quando il film fu presentato al Festival di Locarno, Zampa descrisse il suo film come «la storia di una istruttoria giudiziaria, che presenta la visione di un ampio retroscena umano e sociale. Per quanto l'azione sia fissata in una determinata epoca – i primi anni del ‘900 – lo sviluppo della vicenda coglie situazioni e condizioni tutt'altro che sorpassate».

### Produzione

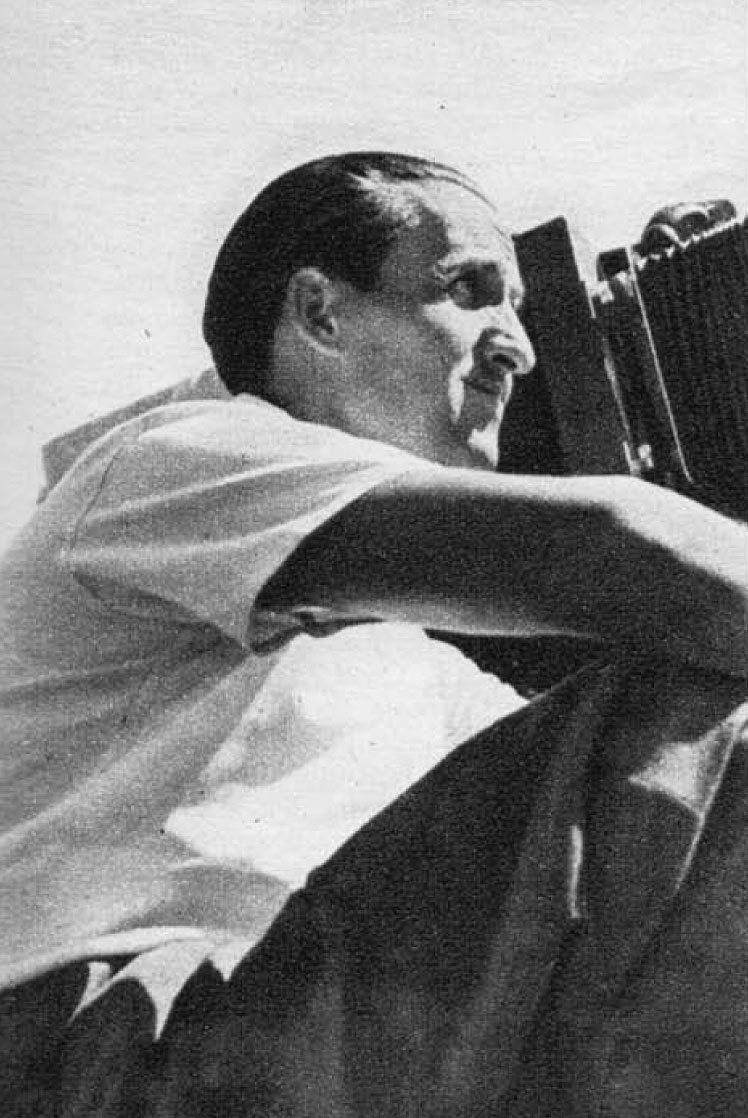
Il regista Luigi Zampa sul set

Le riprese del film, inizialmente denominato Processo ad una città, furono realizzate negli stabilimenti di Cinecittà; durarono circa due mesi e terminarono all'inizio del mese di maggio 1952. Gli esterni furono girati a Napoli.
(Luigi Zampa)
Il regista ricordò in particolare le sue numerose visite ad un teatro popolare situato vicino alla Stazione, con gli attori che recitavano tra un boccone e l'altro del pranzo.
Nel corso delle riprese vi furono straripanti dimostrazioni di popolarità in particolare per il protagonista Amedeo Nazzari.
La cantante Nilla Pizzi, trionfatrice del Festival di Sanremo, fornì la sua voce a Silvana Pampanini quando costei intona la canzone Tradimento, presentata come uno degli indizi utilizzati dal giudice Spicacci per sostenere le sue accuse.

### Rapporti con la censura

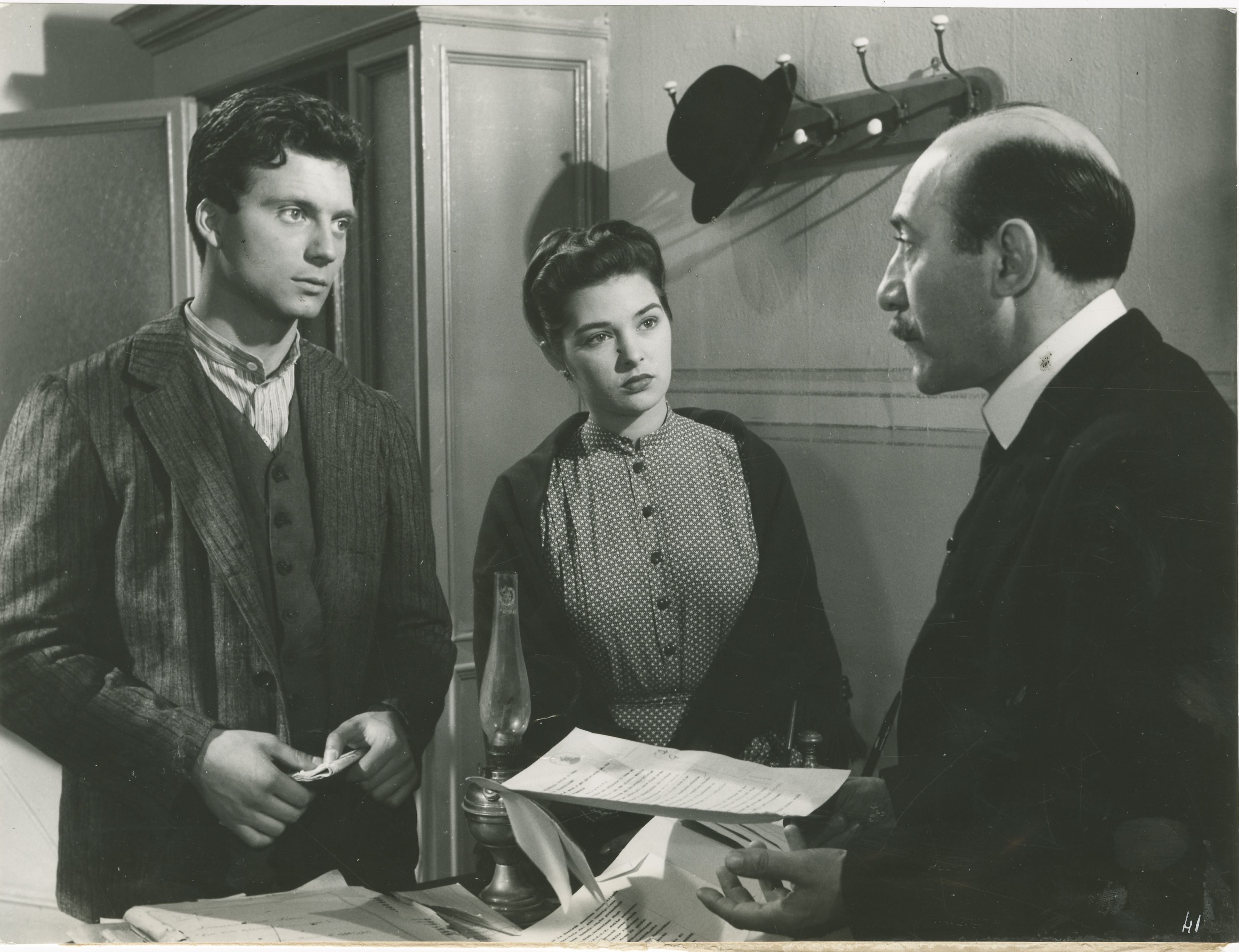
Franco Interlenghi e Irene Galter in una scena

Nonostante l'argomento delicato, il film non ebbe problemi con la censura, a quel tempo molto rigida. Fu soltanto avanzato qualche rilievo sulla figura del Delegato di Pubblica Sicurezza con la richiesta di moderare la violenza del suo agire, per la preoccupazione di garantire il buon nome delle forze dell'ordine. A parte questo furono espressi complimenti al film per la «intelligenza ed abilità tecnica degli autori della sceneggiatura». Anche la severa critica di matrice cattolica, rappresentata dal Centro Cattolico Cinematografico, lo ritenne «un lavoro nobile, misurato e coraggioso, benché inadatto ai giovani per l'indole dell'argomento.

## Accoglienza

### Presentazione
Processo alla città fu presentato in prima mondiale il 14 luglio 1952, nella serata di chiusura del Festival cinematografico di Locarno, con la presenza del regista e dell'interprete femminile Silvana Pampanini ricevendo, secondo le cronache del tempo, molti applausi e ottenendo «un caldo successo [...] degno della più autentica considerazione», mentre il critico Guido Aristarco scrisse che «questa opera, diretta con cura ed attenzione, ci spinge a rivedere la posizione che prendemmo in passato nei confronti di questo regista (essendo) forse la migliore opera di Luigi Zampa, ricca di interessi umani, che offre una Napoli primo Novecento attendibile, e sequenze di effetto non del tutto esteriore».

### Successo internazionale
Dopo la prima ticinese, il film partecipò a molte rassegne internazionali nelle quali venivano rappresentate antologie del miglior cinema italiano. Fu infatti inserita tra le pellicole (tra le quali Il cappotto di Lattuada, Altri tempi di Blasetti, Europa '51 di Rossellini, Umberto D. di De Sica) che presero parte alla “Settimana del Film Italiano” che si svolse alla Little Carnegie Hall di New York dal 6 al 12 ottobre 1952.
Successivamente, nel giugno 1953, Processo alla città fu inviato a rappresentare il cinema italiano al Festival di Berlino, dove venne riconosciuto tra i film che avevano «meglio contribuito all'affermazione di ideali democratici, di libertà e fratellanza».
L'anno successivo esso partecipò anche alla “Settimana del Cinema Italiano” che si tenne a Buenos Aires nel gennaio 1954.

### Critica
Processo alla città fu ben accolto dalla critica. Il Corriere della Sera scrisse di una «realizzazione pittoresca e scorrevole tale da far sì che l'interesse del film, spesso a carattere dialettale, non diminuisca un solo momento», mentre La Stampa lo descrisse come un «film complesso e difficile che richiedeva nel regista una sensibilità davvero fuori dal consueto. Zampa si è impegnato a fondo nell'impresa offrendoci quello che può essere considerato il maggior successo della sua carriera».

La scena in cui viene rievocato il delitto

Retrospettivamente, quasi tutti i critici hanno espresso valutazioni positive e alcuni di essi lo hanno indicato quale migliore opera in assoluto del regista. «Film teso, – secondo il Catalogo Bolaffi – vigoroso, civile e coraggioso, impegnato, realizzato anche sul piano dello spettacolo con forza drammatica e suspense; preannuncia i film civili di Francesco Rosi (La sfida, Le mani sulla città), che infatti è tra gli sceneggiatori di questo film». Giudizio condiviso anche da Piero Pruzzo ed Enrico Lancia: «Film serio, civile, solido e soggiogante, che mette a fuoco, forse meglio di precedenti opere in chiave satirica, le qualità di Zampa»; e confermato da Giampiero Brunetta, che definisce l'opera un «Film di forte struttura drammatica, Processo alla città fa sentire tutta la carica di indignazione civile che pervade il regista in quegli anni e trova il modo per rendere, grazie ad una meticolosa ricostruzione del passato, una limpida visione in trasparenza del presente».
Altri giudicano questo film con uno sguardo più ampio. Il Cinema, grande storia illustrata scrive: «Zampa ebbe dal 1946 al 1952 il suo periodo d'oro. Né mancò di derivare ispirazione dall'estero, specie in Francia, dove cercò suggerimento per il riuscito Processo alla città nella produzione di dotati polemisti come Cayatte, in guerra contro la prassi della giustizia». Ispirazione straniera e «modelli americani» sono evocati anche da Il Mereghetti che giudica Processo alla città privo dei «cedimenti macchiettistici di altri film del regista, qui più solido e controllato, capace di rendere con rigore le complicità di potenti e camorra».

### Risultato commerciale
Il film registrò un buon risultato economico, con un incasso di 378 milioni di lire dell'epoca. Ciò consentì a Processo alla città di attestarsi attorno al 25º posto della classifica relativa ai 144 film italiani usciti nel corso del 1952, anno in cui il campione al botteghino, con circa un miliardo e mezzo di incasso, risultò Don Camillo di Duvivier, anche se il record lo conseguì Totò che, mettendo insieme ben tre pellicole uscite sugli schermi in quello nello stesso anno (Totò a colori, Totò e le donne e Totò e i re di Roma), riuscì ad assommare l'eccezionale – per quei tempi – incasso complessivo di poco meno di 1 miliardo e 700 milioni di lire.

### Riconoscimenti
Per Processo alla città Zampa ottenne dapprima la Grolla d'oro del “Premio St. Vincent per il Cinema”, quale migliore regista italiano dell'anno; successivamente gli fu attribuito il Nastro d’argento per la regia con la motivazione del «complesso degli elementi che hanno contribuito alla attendibile evocazione di un'epoca e di una società».

## La realtà storica
La vicenda del processo Cuocolo, a cui il film di Zampa si ispirò, si svolse in realtà in maniera alquanto diversa, e lo stesso Zampa precisò che «sbaglierebbe chi credesse di trovare in questo film la rievocazione del processo Cuocolo. Quel famoso processo ha fornito lo spunto al soggettista ed agli sceneggiatori per declinare una situazione». Tutto era iniziato nel 1906 con l'omicidio di Gennaro Cuocolo e di sua moglie; le indagini che seguirono, condotte, a giudizio di molti in modo irregolare, portarono dopo cinque anni ad un processo, che si tenne a Viterbo. Gli imputati furono quasi tutti condannati, ma molti giuristi avanzarono dubbi sulla regolarità dell'iter processuale; tra questi l'avvocato calabrese Rocco Salomone che, ancora nel 1938, tentò invano di avviare una revisione del processo. Nonostante la lunga indagine e voci ricorrenti, in quella sede processuale non emersero mai prove di collusione tra camorra e mondo politico-istituzionale.